# Christian Hofmann von Hofmannswaldau
Christian Hofmann von Hofmannswaldau, oppure Christian Hoffmann von Hoffmannswaldau (Breslavia, 25 dicembre 1616 – Breslavia, 18 aprile 1679), è stato un poeta tedesco.

## Biografia
Nacque in una famiglia agiata, in cui il padre svolgeva l'attività di funzionario statale e come passatempo scriveva liriche in lingua latina.
Durante il suo percorso di studi e di formazione, svolto al liceo accademico di Danzica e all'Università di Leida (giurisprudenza) e di Amsterdam (filologia), ebbe l'opportunità di stringere amicizia con il poeta e scrittore Martin Opitz e con il drammaturgo Andreas Gryphius, frequentando i loro circoli letterari nei quali si creavano e si diffondevano i migliori esempi di lirica barocca tedesca.
Successivamente soggiornò in vari Paesi europei, tra i quali l'Inghilterra, la Francia dove conobbe Ugo Grozio e Denis Pétau, e infine l'Italia. In questi soggiorni perfezionò la sua preparazione culturale restando, nello stesso tempo, affascinato dalle letterature locali.
Partecipò attivamente alla vita politica di Breslavia, divenendo dapprima consigliere comunale e, negli ultimi anni di vita, sindaco e governatore; inoltre collaborò alla gestione del sistema scolastico di Breslavia ed effettuò numerose attività diplomatiche a Vienna.

## Poetica e carriera letteraria

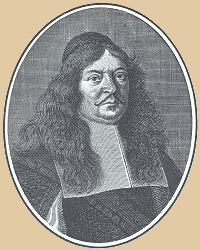
Christian Hoffmann von Hoffmannswaldau

Tra gli autori stranieri quello che lo conquistò e lo influenzò maggiormente fu Giovan Battista Marino, al punto che i critici letterari attribuirono a Hoffmannswaldau la creazione di una corrente poetica ribattezzata "marinismo galante", che sfociò nella "seconda scuola di Slesia", caratterizzata da una profonda attenzione e cura nell'eleganza e nella brillantezza formale, oltreché per i contenuti colti, spiritosi, ironici, sottili, sofisticati, elaborati, moralisti.
Durante la sua carriera si dedicò a svariati generi, dalla epistola alla lirica sentimentale e drammatica, dai poemi epitalamici agli epigrammi.
Tra le opere più significative di Hoffmannswaldau si possono citare le Poesie tedesche (postume, 1695), incentrate sulla duplice tematica riguardante la sfera spirituale ed erotica, che si mescolano e si amalgamano così sapientemente e profondamente da raggiungere un risultato di elevazione formale.
Se le Poesie tedesche evidenziarono la grande erudizione di Hoffmannswaldau, unita alla raffinatezza e alla ingegnosità delle 
metafore e delle similitudini e ad un abile uso della retorica, non da meno risultarono le Epistole d'eroi (1673), considerate uno degli ultimi canti del cigno del manierismo seicentesco.
Le Epistole d'eroi, ispirate dalle opere di Ovidio, descrissero, grazie all'artificio letterario delle lettere scritte da importanti personaggi europei del passato e contemporanei, gran parte della storia del continente.
Hoffmannswaldau si distinse anche per una serie di traduzioni, quali ad esempio il Pastor fido di Battista Guarini, la Mort de Socrate di Théophile de Viau, Eromena di Gian Francesco Biondi.

## Opere (selezione)
- Hundert Grab-Schrifften, 1662.
- Spiel-ersinnliche Sterbens-Gedancken, 1663.
- Kuriose Helden-Briefe und andre herrliche Gedicht, 1673.
- Der Getreue Schäffer (traduzione del Pastor Fido di Giovanni Battista Guarini), 1678.
- Deutsche Vbersetzungen vnd Getichte, 1679–1727.
- Benjamin Neukirch, Herrn von Hoffmannswaldau und anderer Deutschen auserlesener und bißher ungedruckter Gedichte, Fritsch, Lipsia 1695; - (nuova edizione di A. George de Carpua e E. A. Phillipson, Tübinga, 1961).
  - Vol. 1 del 1697, digitalizzata dalla Biblioteca dell'Università di Düsseldorf.
  - Vol. 2 del 1697, digitalizzata dalla Biblioteca dell'Università di Düsseldorf.
  - Vol. 3 del 1710, digitalizzata dalla Biblioteca dell'Università di Düsseldorf.
  - Vol. 4 del 1708, digitalizzata dalla Biblioteca dell'Università di Düsseldorf.
  - Vol. 5 del 1710, digitalizzata dalla Biblioteca dell'Università di Düsseldorf.
  - Vol. 6 del 1709, digitalizzata dalla Biblioteca dell'Università di Düsseldorf.
- Redeübungen. Nebst beigefügten Lobschriften vornehmer Standespersonen, 1702.
- Franz Heiduk, Gesammelte Werke, (in tre volumi).
  - Deutsche Uebersetzungen und Getichte, Vol. 1, Georg Olms Verlag, Hildesheim 1984, ISBN 3-487-07445-1.
  - Deutsche Uebersetzungen und Getichte, Vol. 2, Georg Olms Verlag, Hildesheim 1984, ISBN 3-487-07446-X.
  - Curriculum studiorum und andere gedruckte Werke, Vol. 3. Georg Olms Verlag, Hildesheim 1993, ISBN 3-487-09376-6.